# Гог-Сурен
Гог-Сурен (нід. Hoog Soeren) — село в нідерландській провінції Гелдерланд. Входить до муніципалітету Апелдорн.

## Галерея

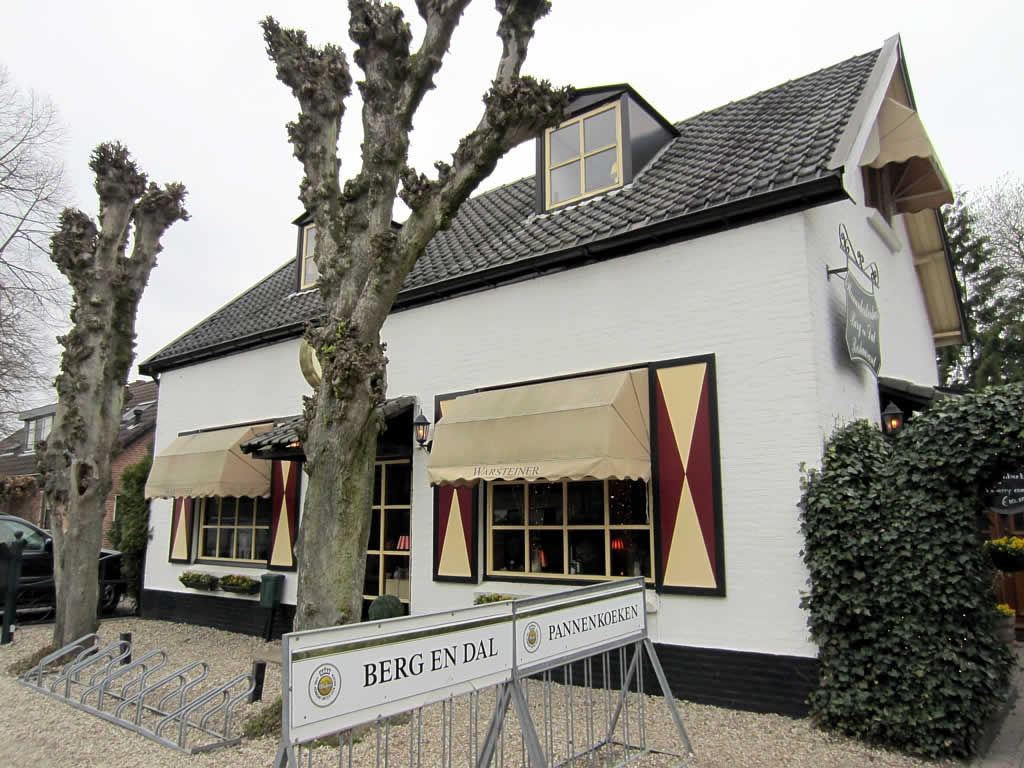
Блинна
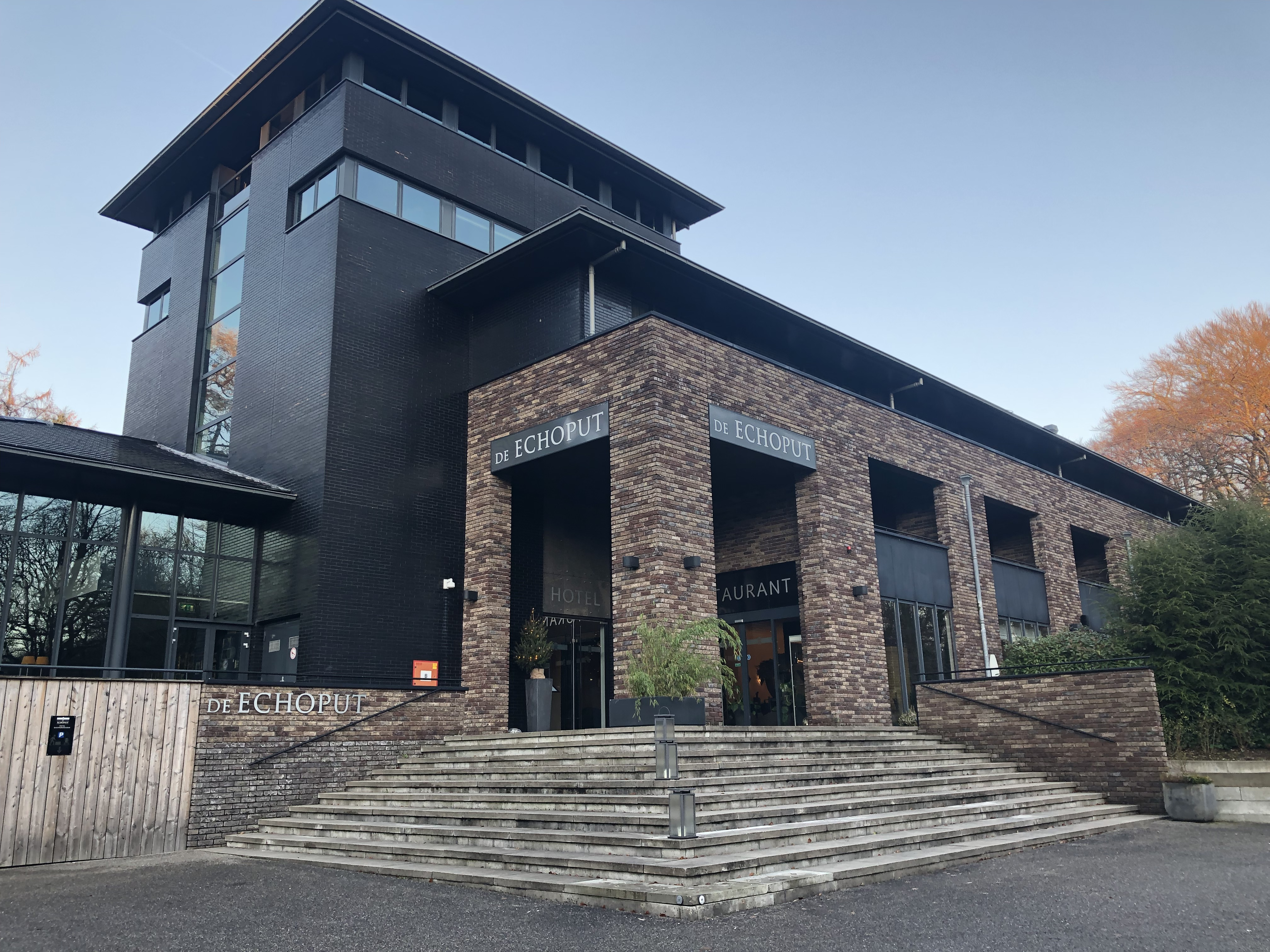
Готель-ресторан De Echoput
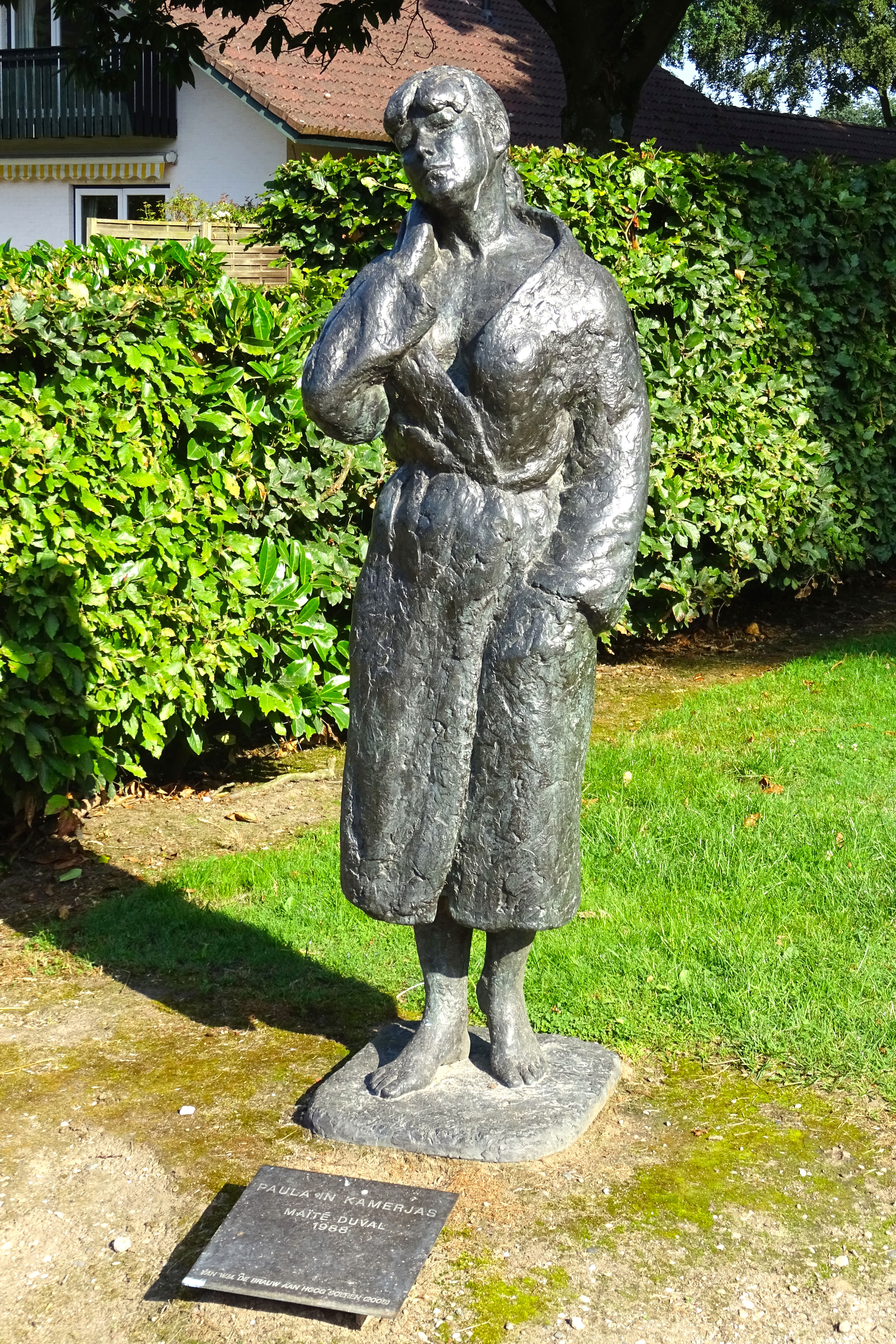
Статуя
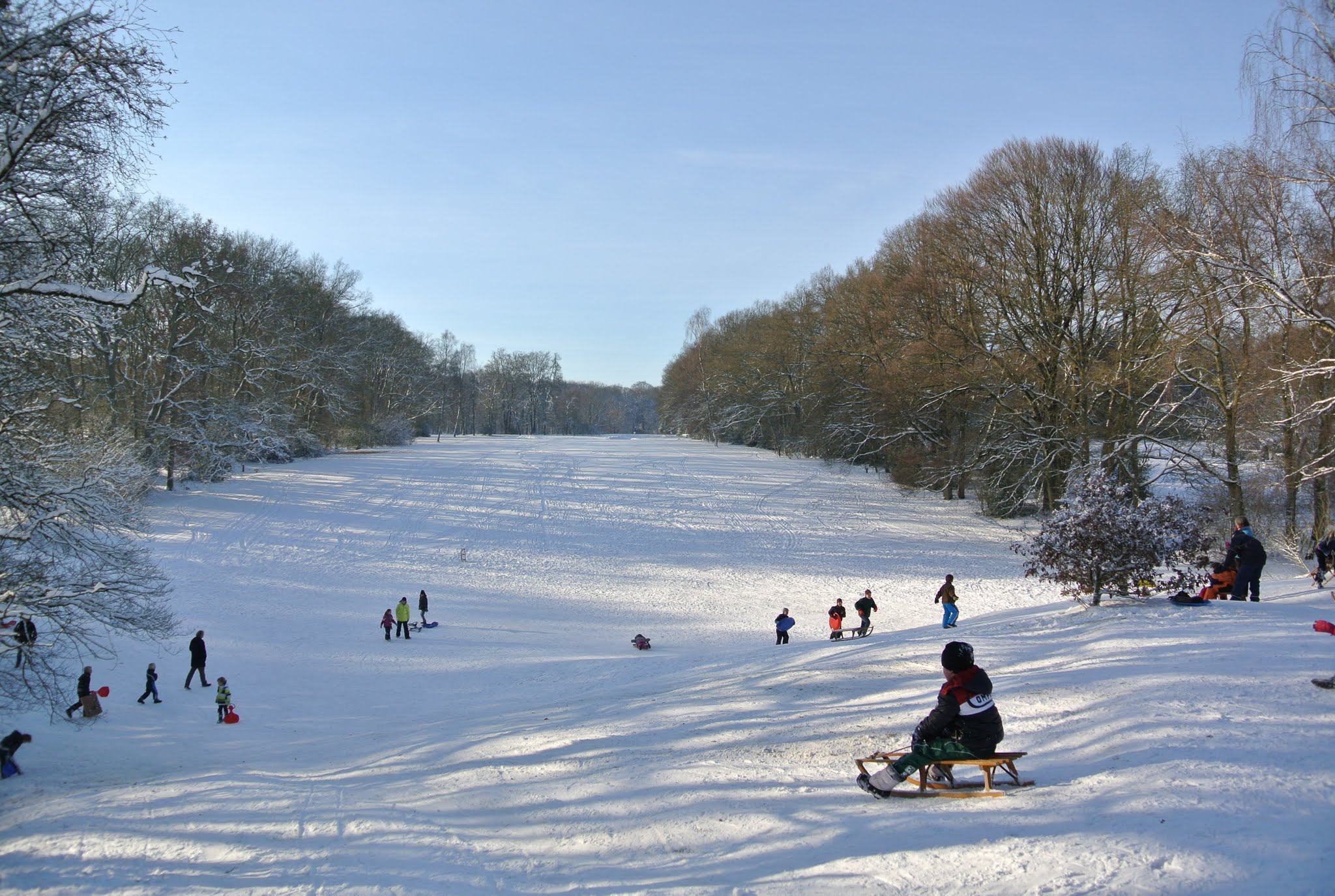
Зимова панорама